# Schweizerhof (Bad Hofgastein)

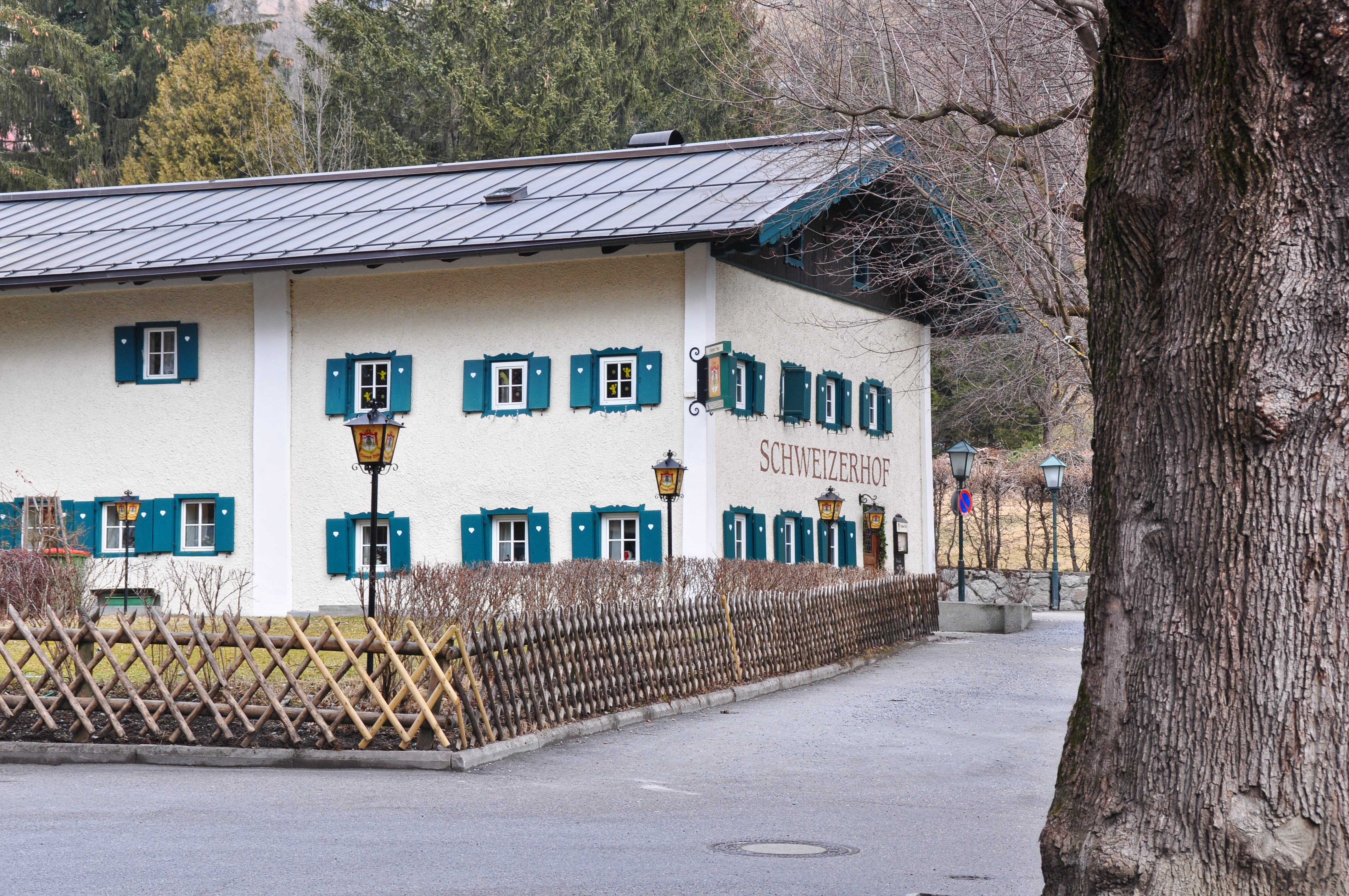
Schweizerhof in Bad Hofgastein

Der sogenannte Schweizerhof befindet sich in der Marktgemeinde Bad Hofgastein im Land Salzburg und steht unter Denkmalschutz (Listeneintrag).

## Geschichte
Im Laufe der Geschichte wurde das Haus auch als Walcherhaus, Stiglhaus, Stiglerhaus, im 19. Jahrhundert als Triglerhaus und im 20. Jahrhundert als Kendler bezeichnet.
Die ältesten bekannten Eigentümer waren in der ersten Hälfte des 16. Jahrhunderts Laurintz Hueber und seine Frau Apollonia.
Im Jahr 1544 besaß eine Anna Walcherin das Haus.
1625 betrieben Caspar Reundl und Eustach Reinpacher erstmals eine Gastwirtschaft in diesem Gebäude.
Das Hinterhaus wurde wahrscheinlich später angebaut.
Nach vielen Besitzerwechseln im 17. und 18. Jahrhundert übernahm Jos. Trigler am 17. Januar 1820 die Liegenschaft.
1938 erwarb K. Maria Kendler das Gebäude, und damals wurde auch der Keller angelegt.

## Beschreibung
Das zweigeschoßige Gebäude ist mit einem Satteldach versehen.